# Trail of Tears (gruppo musicale)
I Trail of Tears sono  una band Gothic metal formata in Norvegia nel 1994. Per la maggior parte della loro carriera la band usò il contrasto tra il soprano e la voce death, ma dalla pubblicazione di Free Fall Into Fear nel 2004 lo introdussero una voce da tenore insieme alla voce death e alle rare intonazioni del soprano.

## Storia
Il nome del gruppo inizialmente era Natt, ma nel 1997 lo cambiarono in Trail of Tears, per rispecchiare l'evoluzione del loro stile e del cambio di alcuni componenti. Il primo demo della band fu When Silence Cries..., pubblicato nel 1997 e contenente 3 tracce. Dopo la pubblicazione il chitarrista Michael Krumins lasciò la band e viene sostituito da Runar. Il debutto del demo portò il gruppo a firmare un contratto per due album con l'etichetta olandese DSFA Records. Pubblicarono il loro primo album Disclosure in Red l'anno successivo e partirono per un tour attraverso l'Europa con i Tristania e The Sins of Thy Beloved.
Pubblicarono Profoundemonium nel 2000, e subito dopo la cantante Helena Iren Michaelsen lasciò la band, sostituita da Cathrine Paulsen nel maggio di quell'anno; continuarono a suonare in Europa. Durante l'anno successivo firmarono un contratto con la Napalm Records. Pubblicarono il terzo album A New Dimension of Might nel 2002 prodotto da Terje Refsnes (produttore di Tristania, Sirenia e Green Carnation).
Nel 2003 Trail of Tears suonarono in Messico. In quel periodo la cantante Catherine Paulsen lasciò la band, e al suo posto entrò un cantante maschile Kjetil Nordhus (ex-Green Carnation). Questo cambio di formazione provocò un'evoluzione nello stile del gruppo. I segni del cambiamento si sentono nel quarto album della band Free Fall Into Fear, un album più pesante rispetto ai precedenti. Subito dopo la pubblicazione il gruppo partì in tour con Therion e Tristania. Nel 2007 fu pubblicato Existentia in cui ricompare alla voce una donna, la francese Emmanuelle Sengit. Nel 2007 rientrò nella band Cathrine Paulsen.
Il 26 aprile 2013, il gruppo annunciò la pubblicazione del loro ultimo album in studio, Oscillation, assieme al loro scioglimento.Nel 2020, si sono riformati con membri vecchi e nuovi, inclusa la precedente cantante dei Sirenia Ailyn.

## Componenti

### Componenti attuali
- Ronny Thorsen - Voce
- Cathrine Paulsen - Soprano voce, entrato nel gruppo dopo A New Dimension of Might.
- Kjetil Nordhus - Voce
- Runar Hansen - Chitarra
- Terje Heiseldal - Chitarra
- Kjell Rune Hagen - Basso
- Frank Roald Hagen - Sintetizzatore
- Jonathan Perez - Batteria

### Ex componenti
- Ales Vik - Voce nella formazione of iniziale, sostituita da Helena Iren Michaelsen nel 1997.
- Helena Iren Michaelsen - Soprano voce, ha lasciato il gruppo dopo Profoundemonium, sostituita da Cathrine Paulsen.
- Vidar Uleberg - Batterista iniziale, sostituito da Jonathan Perez.
- Michael Krumins - Chitarrista, sostituito da Runar Hansen.

## Discografia

### Album in studio
- 1998 - Disclosure in Red
- 2000 - Profoundemonium
- 2002 - A New Dimension of Might
- 2004 - Free Fall Into Fear
- 2007 - Existentia
- 2009 - Bloodstained Endurance
- 2013 - Oscillation

### Demo
- 1996 - Natt
- 1997 - When Silence Cries...